# Askeby
Ne doit pas être confondu avec Askeby (Danemark).
Askeby est une localité de Suède dans la commune de Linköping située dans le comté d'Östergötland.
Sa population était de 418 habitants en 2019.